# Turbo-Compound-Motor

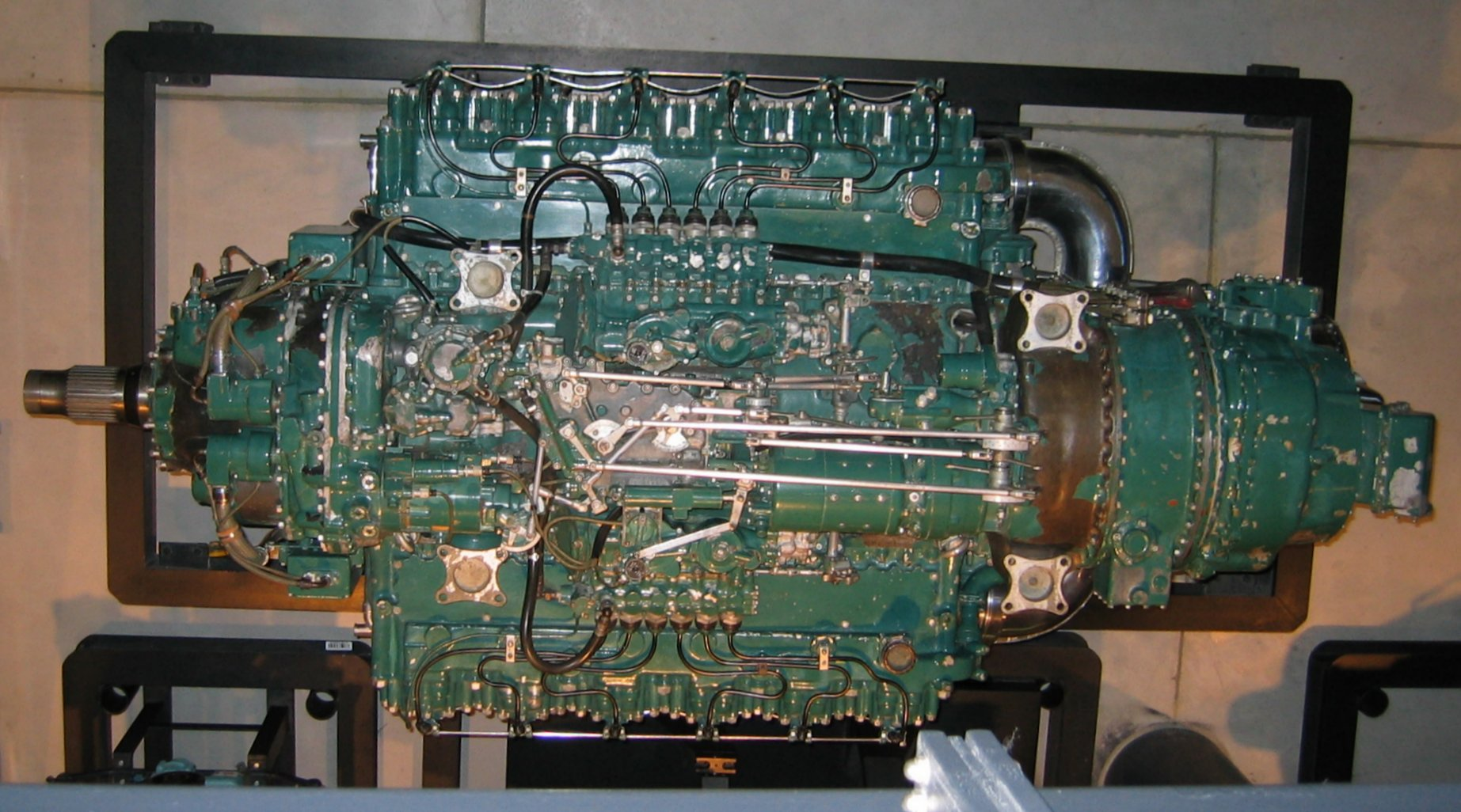
Flugzeugmotor Napier Nomad aus den 1940ern

Der Turbo-Compound-Motor ist ein Verbrennungsmotor, bei dem ein Teil des Energiegehalts der Abgase durch eine nachgeschaltete Nutzturbine verwertet wird. Sie kann hinter einen Turbolader geschaltet sein, es gab aber auch Compoundtriebwerke mit mechanischer Aufladung.

## Funktionsprinzip
Beim Öffnen der Auslassventile haben die Abgase eine höhere Temperatur als die Umgebungsluft; bei einem Motor ohne Abgasturbine entweicht dieses heiße Abgas ohne thermische Nachnutzung.
Bei einem Turbomotor wird ein Teil der Abgasenthalpie (Temperaturgefälle und Aufstauung) zum Antrieb einer Abgasturbine genutzt, die einen Verdichter auf derselben Welle antreibt. Der Verdichter komprimiert die Luft im Ansaugtrakt des Motors. Aufgrund der hohen Abgastemperatur sind dabei in bestimmten Betriebspunkten sogar positive Aufladewirkungsgrade möglich, bei denen im Ansaugtrakt ein höherer Druck erzeugt wird, als zum Antrieb der Abgasturbine im Abgastrakt notwendig ist. Bei einem Turbo-Compound-Motor wird das Abgas über eine weitere Turbine entspannt und die rückgewonnene Energie über ein mechanisches oder hydraulisches Getriebe mit einer Untersetzung von etwa 20:1 bis 30:1 auf die Kurbelwelle übertragen. Dadurch erhöhen sich der Wirkungsgrad und die Leistung des Triebwerkes.

## Vorteile
Ein Verbrauchsvorteil kann nur erreicht werden, wenn der Abgasturbolader trotz der Nutzturbine, die das Druckgefälle für die Turboladerturbine verringert, genügend Luft für die Verbrennung bereitstellen kann und die Ladungswechselverluste nicht allzu hoch sind. Einen Einsatz in größerem Maßstab gab es bisher nicht, da nur in kleinen Bereichen des Motorkennfeldes ein Verbrauchsvorteil gegenüber üblichen Turboladermotoren erreicht werden kann und die Turbo-Compound-Technik relativ aufwendig ist. Am effektivsten lassen sich Turbo-Compound-Systeme in Maschinen einsetzen, die längere Zeit konstant in hohen Lastbereichen arbeiten. Ein Einsatz als Schiffsantrieb (z. B. Swesda M520), als Flugzeugtriebwerk oder bei Road Trains ist daher sinnvoller als bei einem Lkw im Regionalverkehr, der mit einer Schwerpunktleistung um 100 kW (136 PS) große Teile seiner Betriebszeit in Teillastbereichen arbeitet. Das Verbrauchsreduktionsvermögen einer stationären Compound-Maschine gegenüber dem reinen Turboladermotor beträgt unter den günstigsten Bedingungen etwa fünf bis sieben Prozent.

## Anwendung

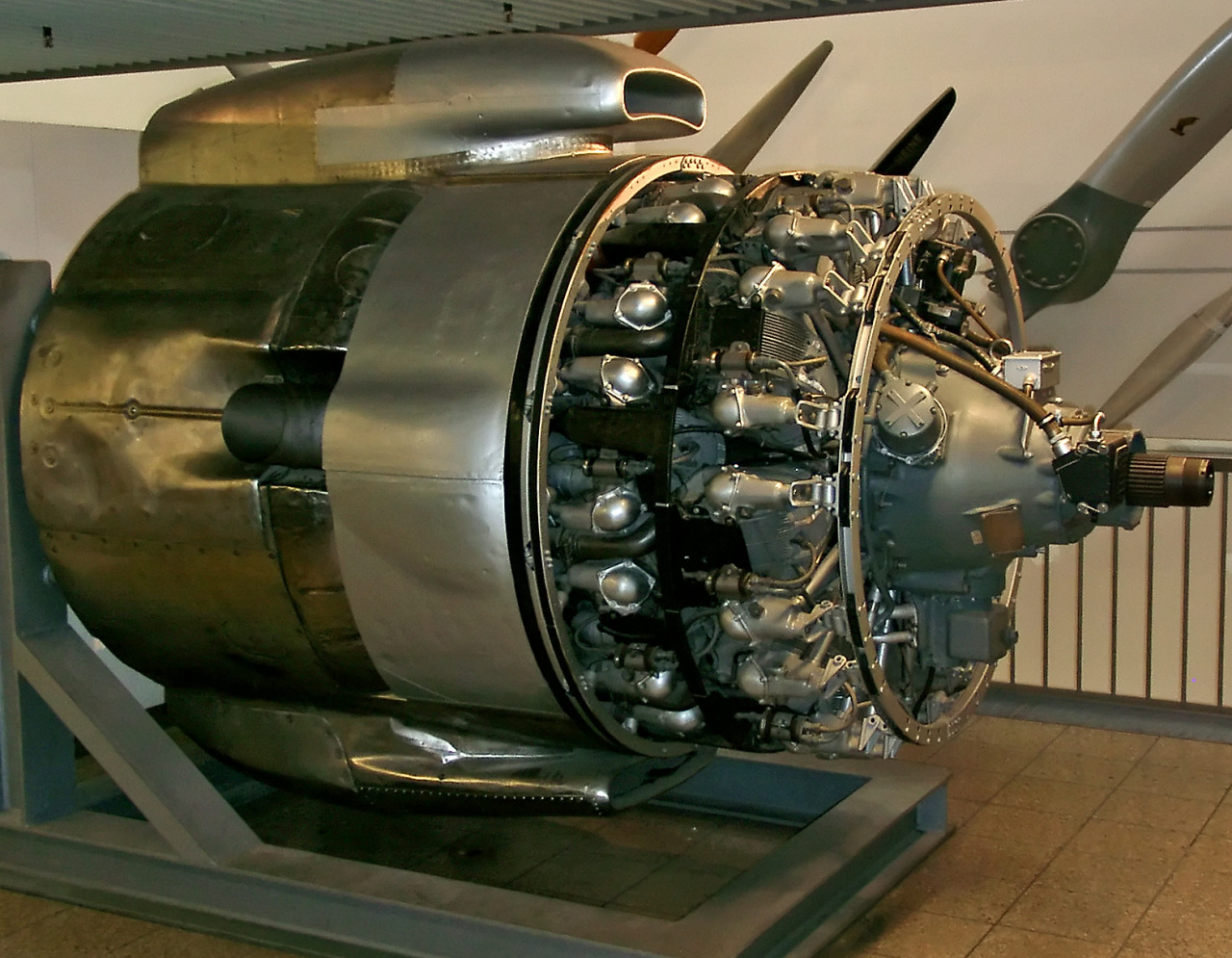
Curtiss Wright R-3350 TC-18

Ein Beispiel für einen Turbo-Compound-Motor ist der Curtiss-Wright R-3350, der ab 1950 für die Verkehrsflugzeuge Lockheed Super Constellation und Douglas DC-7 mit Abgasturbinen ausgerüstet wurde. Er hat keinen Turbolader – der Motor wird von einem von der Kurbelwelle über ein Zweiganggetriebe angetriebenen Radialverdichter aufgeladen –, sondern nur drei Abgasturbinen, die über hydraulische Kupplungen und Zahnradvorgelege mit einem Untersetzungsverhältnis von 6,52:1 auf die Kurbelwelle wirken. Mit ihm ging der herkömmliche Kolben-Flugmotor in seine letzte Entwicklungsstufe.

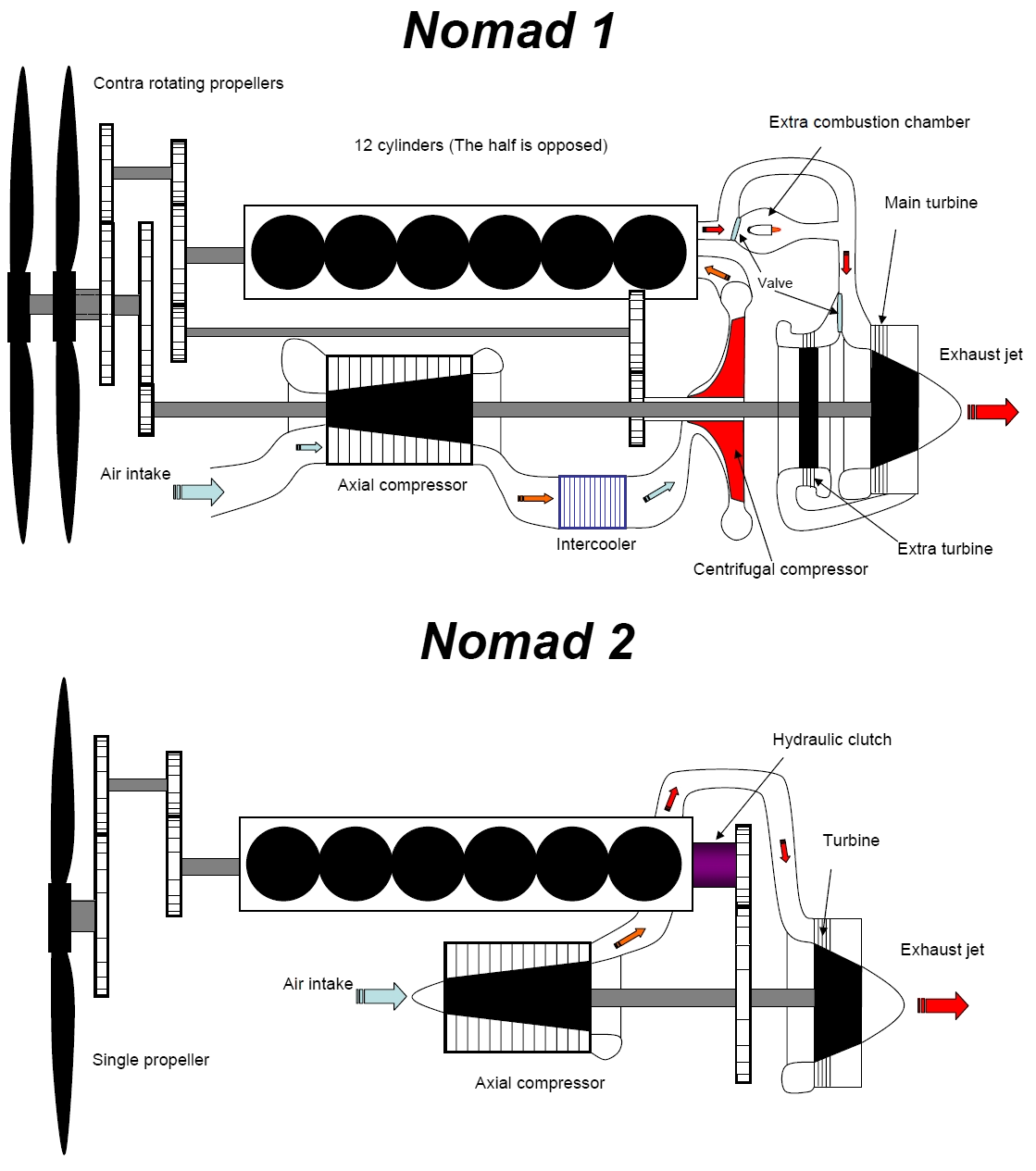
System Napier Nomad

Napier & Son erprobte im Napier Nomad die Kombination eines Zweitakt-Dieselmotors mit einem Turbotriebwerk. Der Diesel arbeitete gewissermaßen als Brennkammer des auch mechanisch gekoppelten Turbinensystems.
Für große Schiffsantriebe hat MAN eine Nutzturbine entwickelt, die bis zu 4700 kW zusätzliche Leistung entwickelt. Hierbei treibt die Turbine über ein Getriebe einen Generator an, der die erzeugte elektrische Energie entweder an das Bordnetz oder an einen mit der Propellerwelle gekoppelten Elektromotor abgibt. Dadurch wird eine bis zu zehn Prozent höhere Leistung der Antriebsanlage erreicht.
Mercedes, Scania und Volvo setzen die Turbo-Compound-Technik in Lastkraftwagen ein.
Im Motorsport wird von Porsche im Le-Mans-Prototypen 919 Hybrid ein Compound-System eingesetzt, das mit einer zweiten Nutzturbine hinter dem Abgasturbolader elektrische Energie erzeugt, die in das Hybrid-System eingespeist wird. Im Gegensatz zu den anderen Le-Mans-Prototypen von Audi, Nissan und Toyota, die (Stand 2015) nur mit einer MGU-K beim Bremsen rekuperieren, kann der Porsche 919 somit auch beim Beschleunigen elektrische Energie gewinnen.

## Zukunft
Bei hybrid-elektrischen Antrieben steigt durch das Downsizing der Verbrennungskraftmaschine die mittlere Leistung, wodurch auch hier eine interessante Anwendung des Turbo-Compound-Motors, beispielsweise bei Stadtbussen oder Lieferfahrzeugen, entstehen könnte.

## Alternativen
Außer der mechanischen Auskopplung durch die Turbo-Compound-Turbine ist auch eine direkte Umwandlung der Wärmeenergie aus dem Abgas in elektrischen Strom möglich.